# ريكي موديست
ريكي موديست (بالإنجليزية: Ricky Modeste)‏ هو لاعب كرة قدم بريطاني في مركز مركز الجناح ‏، ولد في 20 فبراير 1988 في داجنهام في المملكة المتحدة. لعب مع نادي تشيلمسفورد.

## وصلات خارجية
- ريكي موديست على موقع قاعدة بيانات كرة القدم.إي يو (الإنجليزية)
- ريكي موديست على موقع ناشيونال فوتبول تيمز (الإنجليزية)
- ريكي موديست على موقع Soccerway.com (الإنجليزية)